# 邁立開江
邁立開江，是位於緬甸克欽邦北部的一條河流，為伊洛瓦底江上游兩大支流之一。幹流河長約320公里，在密支那北側與恩梅開江匯集後，始稱伊洛瓦底江。在兩江匯合點下游約7公里處原本規劃興建密松水電站，但現已停工。